# Gymnacranthera canarica
Gymnacranthera canarica là một loài thực vật thuộc họ Myristicaceae. Đây là loài đặc hữu của Ấn Độ.